# Accessione
Nel diritto civile, l'accessione è un modo di acquisto della proprietà a titolo originario regolato dagli articoli 934 e seguenti del codice civile italiano.
Secondo un antico e generale principio, la proprietà di una cosa qualificata come cosa principale fa acquistare la proprietà delle cose qualificabili come a essa accessorie.

## L'accessione verticale
Nell'accessione di cosa mobile a cosa immobile (la cosiddetta accessione verticale) si manifesta la preminenza della proprietà immobiliare: ogni bene mobile che venga materialmente unito a un bene immobile accede a questo, ossia diventa proprietà del proprietario del bene immobile (art. 934).
L'acquisto della proprietà si attua automaticamente e l'eventuale pronuncia del giudice al riguardo ha valore solo dichiarativo. Da ciò l'ulteriore conseguenza che, se si vende un terreno e si tace circa le costruzioni su essa esistenti, il compratore acquista a titolo derivativo il terreno, ma a titolo originario (per accessione) le costruzioni.
L'art. 934 fa salvo il caso in cui diversamente risulti dal titolo o dalla legge (così i diritti dell'enfiteuta sono estesi alle accessioni).
Il principio di accessione è adattato dal codice a particolari situazioni:
- Opere fatte da un terzo con materiali propri (articolo 936): il proprietario del suolo ha diritto di tenersi la costruzione o piantagione, pagando a sua scelta una somma pari al costo dell'opera o al maggior valore conseguita dal suolo; se il terzo ha costruito in mala fede oppure se il proprietario del suolo era inconsapevole dell'attività costruttiva e non vi si era potuto opporre, egli può obbligare l'altro a demolire la costruzione; in ogni caso la rimozione non può essere domandata se sono trascorsi sei mesi da quando il proprietario del suolo ha avuto notizia dell'incorporazione.
- Accessione invertita (articolo 938): nel costruire sul proprio fondo, il proprietario sconfina in buona fede, occupando con la costruzione parte di un fondo contiguo. Se il proprietario di questo non fa opposizione entro tre mesi dall'inizio della costruzione, il giudice può, su richiesta del costruttore, attribuirgli la proprietà della parte del fondo altrui occupata, obbligandolo però a pagare il doppio del suo valore. Qui l'accessione non opera automaticamente: deve essere pronunciata dal giudice e la sentenza ha in questo caso natura costitutiva; l'eccezionalità della norma ha indotto la giurisprudenza a darne una interpretazione restrittiva; qui la buona fede non è presunta, ma deve essere provata - l'accessione vale solo se si è costruita sul suolo altrui una porzione di edificio, non l'intero edificio, né opere diverse da costruzioni.
- Opere fatte dal proprietario del suolo con materiali altrui (articolo 935): il proprietario dei materiali può, a sua scelta, chiederne la separazione o pretendere che gli sia corrisposto il valore dei materiali; ma non può optare per la separazione se questa arrechi grave pregiudizio all'opera o faccia perire la piantagione.
- Opere eseguite dal terzo con materiali altrui (articolo 937): il proprietario dei materiali può rivendicarli, ma se ciò reca grave pregiudizio alle opere o al fondo, il proprietario di questo e il terzo sono tenuti in solido a corrispondere il valore dei materiali.

## L'accessione orizzontale
Si tratta di un'ipotesi di limitata importanza, che riprende due fattispecie:
- alluvione (articolo 941): fiumi o torrenti trasportano, impercettibilmente, la terra da monte a valle, modificando l'estensione dei fondi rivieraschi: il proprietario del fondo a valle acquista, per accessione, la proprietà della maggiore estensione che il suo fondo ha ricevuto;
- avulsione (articolo 944): la corrente stacca da un fondo e trasporta più a valle o sull'altra riva una parte considerevole e riconoscibile di suolo: chi ha ricevuto l'incremento ne diventa proprietario, ma deve un'indennità all'altro proprietario (si tratta qui di un'applicazione dei principi generali sull'arricchimento senza causa).